# BEPS
La erosión de la base imponible y traslado de beneficios (EBTB), (en inglés: Base Erosion and Profit Shifting (BEPS), es el término que designa, en fiscalidad internacional, las estrategias de planificación fiscal utilizadas por las empresas multinacionales para aprovecharse de las discrepancias lagunas e inconsistencias de los sistemas fiscales nacionales y trasladar sus beneficios a países de escasa o nula tributación, donde las entidades apenas ejercen ninguna actividad económica y eludir de esta forma el pago del impuesto sobre sociedades.
Asimismo, se conoce como proyecto BEPS la iniciativa puesta en marcha por la OCDE a partir de 2013 que trata de combatir estas prácticas de elusión fiscal a nivel internacional. 
Tradicionalmente los organismos económicos internacionales como la OCDE se habían ocupado de corregir los problemas de doble imposición internacional derivadas de la internacionalización de la economía, pero la crisis fiscal derivada de la crisis económica iniciada en 2008 y la creciente erosión de las bases imponibles correspondientes a los beneficios empresariales han llevado a trasladar la cuestión a evitar la doble no imposición internacional o la reducción intencionada e ilegal de la imposición sobre las rentas o patrimonios internacionales, mediante el aprovechamiento del tratamiento fiscal dispar entre las distintas jurisdicciones fiscales y la utilización de esquemas de planificación fiscal, que en muchos casos puede ser calificada como agresiva o abusiva.

## Informe BEPS
La realidad ha puesto de manifiesto la necesidad de la existencia de una mayor cooperación internacional para luchar contra estas prácticas y el proyecto BEPS iniciado por el G20 y la OCDE tiene como objetivo principal el establecimiento de mecanismos y herramientas para que los gobiernos puedan evaluar y combatir las estrategias antes mencionadas y las estructuras empresariales internacionales dirigidas a la reducción de la tributación y a la deslocalización de impuestos hacia territorios de baja o nula tributación. 
La OCDE presentó en julio de 2013 un Plan de Acción que diagnosticaba los principales problemas que había que afrontar relativos a las ÉBTB y que recibió el respaldo en la Cumbre del G20 de San Petersburgo de 2013. En este plan de acción se incluían quince medidas cuyo desarrollo debía permitir combatir el problema de la evasión fiscal de las empresas multinacionales. Dichas medidas o Acciones eran:
- Acción 1: hacer frente a los desafíos fiscales que plantea la economía digital
- Acción 2: neutralizar los efectos de los dispositivos híbridos
- Acción 3: reforzar las normas sobre transparencia fiscal internacional
- Acción 4: limitar la erosión de la base imponible vía deducción de intereses y otros pagos financieros
- Acción 5: incrementar la eficiencia de las medidas para contrarrestar las prácticas fiscales perjudiciales, teniendo cuenta la transparencia y la sustantividad
- Acción 6: impedir el abuso de los convenios para evitar la doble imposición (CDI)
- Acción 7: impedir la evitación deliberada de la condición de establecimiento permanente
- Acciones 8 a 10: garantizar que los resultados en materia de precios de transferencia tengan correspondencia con la creación de valor
- Acción 11: establecer métodos para la recopilación y análisis de datos sobre erosión de la base imponible, traslado de beneficios y medidas para abordar esta cuestión
- Acción 12: requerir a los contribuyentes que comuniquen sus mecanismos de planificación fiscal agresiva
- Acción 13: nuevo análisis de la documentación sobre precios de transferencia
- Acción 14: hacer más efectivos los mecanismos para la resolución de controversias (procedimientos amistosos)
- Acción 15: desarrollar un instrumento multilateral para la aplicación de las medidas desarrolladas.

## Actividades en torno a BEPS
En septiembre de 2014 la OCDE hizo público un primer grupo de informes, que fueron respaldados en la Cumbre del G-20 de Brisbane de noviembre de 2014, en los que se contenían recomendaciones sobre siete de las quince acciones relativas a cómo hacer frente a este problema de forma coordinada internacionalmente, proponiendo una modificación del Modelo de Convenio Tributario de la OCDE y recomendaciones de modificación de la normativa interna de cada país. 
La iniciativa o proyecto ÉBTB se encuentra en constante y progresiva actualización, con los siguientes eventos:
- El 6 de julio de 2017, la OCDE publica las últimas actualizaciones a los Lineamientos de Precios de Transferencia para las Empresas Multinacionales y Administraciones Tributarias.[5]
- El 11 de julio de 2017, Camerún se convirtió en la septuagésima jurisdicción en unirse al Acuerdo Multilateral de la OCDE.[6]
- El 18 de julio de 2017, la OCDE presente lineamientos adicionales a la Acción 13, para las administraciones tributarias y grupos multinacionales respecto a los Reportes País por País.[7]
- El 27 de julio de 2017, la OCDE presenta el documento "Neutralizando los efectos fiscales de los acuerdos de subsidiarias con tratamientos fiscales diferentes"[8]
- El 11 de agosto de 2017, la OCDE recibió los comentarios públicos sobre los contenidos del borrador de la actualización 2017 del Modelo de Convenio para evitar la Doble Imposición de la OCDE.[9]
- El 17 de agosto de 2017, Nigería firma tanto la Convención Multilateral BEPS como el Acuerdo de Autoridad Competente Multilateral CRS para combatir la elusión y evasión fiscal.[10]
- Véase también

- Cumbre del G-20 de Antalya